# Brandenburgse poort (Kaliningrad)
De Brandenburger Tor (Russisch: Бранденбургские ворота, Brandenburgskie vorota; Nederlands: Brandenburgse Poort) in Kaliningrad, het voormalige Koningsbergen, is een van de voormalige zes stadspoorten die in de 19de eeuw gebouwd werden. De poort is in neogotische stijl gebouwd.
Brandenburgse poort · Friedlandse poort · Koningspoort · Rossgartense poort · Sackheimse poort · Spoorwegpoort · Uitvalpoort

Zie ook: Poort van het Fort Friedrichsburg